# Élie-Charles Flamand
Pour les articles homonymes, voir Flamand.
Ne pas confondre avec le militaire Charles Flamand.
Élie-Charles Flamand, né le 25 décembre 1928 à Lyon 3e et mort le 25 mai 2016 à Paris 19e, est un poète et écrivain français.

## Biographie
D'abord spécialisé en sciences naturelles, il est l'élève du géologue et paléontologue Jean Viret. Il se livre en compagnie de Paul-Armand Gette à des recherches sur le terrain, à des fouilles, et donne des communications sur des sujets paléontologiques à la Société linnéenne de Lyon. Il ne cessera jamais de s'intéresser à ces sciences.
En 1948, il découvre la poésie moderne, Pierre Reverdy, Pierre Jean Jouve, Paul Éluard et le surréalisme grâce au livre de Maurice Nadeau, Histoire du Surréalisme. Cet événement est déterminant et sa vie prend une nouvelle orientation. Il écrit alors ses premiers poèmes. Après une entrevue avec Paul Éluard à Montpellier, il se rend à Paris en 1950. C'est cependant en 1952 qu'il se fixe définitivement dans la capitale. Il y rencontre alors Pierre Seghers qui le reçoit "avec une chaleureuse cordialité" et lui dit : "Incontestablement, vous êtes poète, et c'est l'essentiel". Seghers met alors Flamand en relation avec Jean-Louis Bédouin qui le présente à André Breton dont il devient l'ami. Le jeune homme racontera cette première rencontre :
"Sous les paupières un peu lourdes, les yeux gris qui ont tantôt des reflets d'un bleu métallique, tantôt d'un vert velouté comme ceux que l'on voit s'éveiller dans la labradorite lorsque varie l'incidence de la lumière, m'examinent avec bienveillance et vive attention. Nous sommes assis, devant des consommations, à la terrasse du "Café de la Mairie", place Saint-Sulpice, à l'angle de la rue des Canettes, par une claire après-midi du mois de mai 1952. Il y a là autour de nous Benjamin Péret, Toyen et quelques jeunes gens, mais mon attention est toute requise par la tête léonine et le regard d'une vivacité pénétrante de celui qui créa le surréalisme. Je sens qu'il cherche à me sonder, mais il ne s'agit pas là d'une sorte d' "examen de passage", cette observation dénote seulement une intense curiosité portée à mon être profond. Je suis subjugué par la sympathie, l'attirance, l'autorité exceptionnelle qui émanent de cet homme, et sa courtoisie un peu solennelle ajoute encore à son magnétisme naturel." 
Durant huit ans, Flamand prend part à toutes les activités du groupe surréaliste, effectue plusieurs séjours en compagnie d'André Breton à Ouessant et Saint-Cirq-Lapopie et publie des textes dans les revues dirigées par le chef des surréalistes : Médium, Le Surréalisme, même et Bief dans laquelle il tient quelque temps une rubrique intitulée Vestiges et vertiges.
La lecture du Musée des sorciers, mages et alchimistes de Grillot de Givry l'ayant depuis longtemps incité à s'intéresser à l'ésotérisme, André Breton et René Alleau lui font connaître le maître alchimiste Eugène Canseliet avec lequel il se lie et par qui il est initié à l'Art d'Hermès non seulement dans sa théorie mais aussi dans sa pratique. Cet intérêt pour les sciences initiatiques a un retentissement dans son oeuvre sans pour autant prendre le pas sur la création purement poétique ainsi que l'écrit Alain Mercier : "Inutile de nier que les connaissances du poète et leur expérimentation active ont prêté une coloration originale à l'oeuvre, et ceci dès La Lune feuillée. Mais pas plus que chez Nerval, ces sources ne déterminent la qualité des textes et leur accent personnel."
En 1958, il sympathise avec Édouard Jaguer et appartient au groupe Phases ; il est également en contact, entre autres, avec Roger Caillois, Jean-Clarence Lambert, Jean Dubuffet, Octavio Paz et Marie-Claire Bancquart.
En 1960, son éloignement du surréalisme lui vaut d'être exclu du groupe par une lettre du 11 mai à laquelle il répond avec humour. Il n'en gardera pas moins d'excellents rapports avec André Breton. Plusieurs livres dédicacés attestent de leur amitié.
Flamand fréquente les milieux ésotériques et fait partie de diverses sociétés initiatiques. Il entretient des relations étroites avec André Pieyre de Mandiargues et Stanislas Rodanski, rencontre des peintres novateurs et donne des préfaces pour les expositions de certains d'entre eux. Il  réalise lui-même des œuvres graphiques.  Passionné par la recherche du merveilleux dans le surréalisme, il en récuse toutefois le côté «noir»  ainsi que le note Alain Mercier : "À la différence de tant de ses confrères de la décade 70-80, Flamand ne s'abandonne ni à la morosité ni au pessimisme. Il n'annonce pas l'Apocalypse et ne s'engage pas dans les combats douteux des idéologies [...]"
Avec le galeriste Alphonse Chave à Vence, Flamand se penche sur l'Art Brut et fréquente Arman à Nice.
Il s'intéresse aussi à l'art naïf et devient à Paris l'ami du grand spécialiste Anatole Jakovsky.
Outre son oeuvre poétique, Élie-Charles Flamand est l'auteur de maints essais ou articles consacrés à l’histoire de l'art, l'alchimie, la symbolique, les pierres précieuses, tous domaines qu'il considère comme une extension de son œuvre poétique, ce que remarque André Pieyre de Mandiargues dans sa préface du recueil La Lune feuillée.
Durant les années 1960, il est parmi les premiers à redécouvrir les artistes musicalistes, telle Louise Janin, mais aussi les peintres symbolistes des salons de la Rose-Croix organisés par Joséphin Péladan dans les années 1890 : Armand Point, Maurice Chabas, Henry de Groux et particulièrement Alexandre Séon dont il a pu acquérir un important fonds auprès du neveu et héritier de l'artiste Fleury Grosmollard.  Certaines de ces oeuvres sont prêtées par Flamand à l'exposition pionnière French Symbolist Painters organisée en 1972 à Londres et à Liverpool par Geneviève Lacambre et Philippe Jullian. 
C'est pendant cette période que Flamand est chargé d'une mission de recherche sur ces sujets par le CNRS, par l'intermédiaire d'Hubert Juin et de l'amie de celui-ci Ginette Nieva, administratrice civile au CNRS.
Depuis 1943, le jazz n'a cessé d'accompagner Flamand. Membre du Hot Club de France depuis l'après-guerre, il a rencontré quelques-uns des plus grands musiciens noirs : Baby Dodds, Sidney Bechet, Louis Armstrong, Lester Young, Buddy Tate, etc.
Élie-Charles Flamand a donné des poèmes et des articles à de nombreuses publications, notamment Médium, Le Surréalisme, même, Bief, Morphème, Syntaxe, La Nouvelle Revue française, Phases, Front Unique, Connaissance des arts, Lettres et Médecins, La Tour Saint-Jacques, Shi'r (Beyrouth), Les Lettres françaises, Fantasmagie, Réalités Secrètes, Horizons du fantastique, Le Puits de l'Ermite, Le Point d'Être, Evohé, Le Journal des Poètes, L'autre Monde, Phréatique, L'Initiation, Question de, Artères, Lœss, Rose-Croix, Jointure, Soleil des Loups, La Nouvelle Tour de Feu, Le Cri d'Os, La Révolte des Chutes, La Sœur de l'ange, La Tortue-Lièvre, Supérieur Inconnu, Europe, Recours au Poème, etc.
En 2004, Flamand publie sous le titre Les Méandres du sens. Retour en Forez. Retour sur moi-même une sorte d'autoportrait littéraire et spirituel qui, tout en prenant la forme d'un voyage initiatique à rebours, livre un aperçu de son processus créateur mais aussi de nombreux éléments biographiques.
Élie-Charles Flamand était sociétaire de la Société des gens de lettres de France.
Il a reçu en 1989 le prix Campion Guillaumet de la Société des gens de lettres pour son recueil Transparences de l'Unique et en 2011 le prix Delmas de l'Académie française pour l'ensemble de son œuvre.
Élie-Charles Flamand est l'époux du peintre Obéline Flamand.
Il meurt à Paris le 25 mai 2016.
Depuis 2017, un Fonds Élie-Charles Flamand (archives, correspondance reçue, manuscrits et oeuvres plastiques) est conservé et accessible à la Bibliothèque de l'Arsenal.

## Publications
Poésie
- À un oiseau de houille perché sur la plus haute branche du feu (Illustrations de Toyen), Henneuse, 1957.
- Amphisbène (Livre-objet réalisé avec Paul-Armand Gette), Eter, 1966.
- La lune feuillée (Préface d’André Pieyre de Mandiargues) (Éditions Pierre Belfond, 1968).
- La voie des mots (Préface d’Edmond Humeau, illustrations de Louise Janin), Le Point d’être, 1974.
- Vrai centre (Illustrations d’Obéline Flamand), Evohé, 1977.
- Jouvence d’un soleil terminal, Arcam, 1979.
- Attiser la rose cruciale, précédé de La Quête du Verbe, Le Point d’or, 1982.
- L’attentive lumière est dans la crypte (Illustrations de Gaetano di Martino), Le Point d’or, 1984.
- Transparences de l’Unique (Illustrations de Chu Teh-Chun), Le Point d’or, 1988.
- Ce qui s’ouvre à la pierre du matin (Portrait de l’auteur et trois dessins par Obéline Flamand), Éditions du Soleil natal, 1991.
- L’immuable et l’envol (Illustré d’une photo par l’auteur et de quatre emblèmes du XVIIe siècle), Éditions du Soleil natal, 1993.
- Les chemins embellis suivi de Shambhala et les deux saint Michel, Éditions La Lucarne Ovale, 1995.
- Au vif de l’abîme cristallin (Illustré d’un collage de l’auteur et de dessins de Paul-Armand Gette), Éditions Tarabuste, 1997.
- Les Temps fusionnent (Illustré de douze reproductions d'œuvres diverses), Éditions La Lucarne Ovale, 1998.
- Pacte avec la Source (Illustré de sept collages de l'auteur), Éditions La Lucarne Ovale, 2000.
- Vers l’or de nuit (Illustré de six reproductions d’œuvres diverses), Éditions La Lucarne Ovale, 2002.
- Sur les pas de la fille du soleil (récit poético-initiatique, illustrations d’Obéline Flamand), Éditions La Lucarne Ovale, 2002.
- Distance incitative (Illustré de photographies par Obéline Flamand), Éditions La Lucarne Ovale, 2005.
- Lorsque l’envers se déploie (Postface de Marc Kober, avec un collage de l’auteur et une couverture d’Obéline Flamand), Éditions La Mezzanine dans l'Ether, 2007.
- Terres d’appui (Illustré par des papiers découpés d’Obéline Flamand), Les Amis de La Lucarne Ovale, 2008.
- Les strates de l'instant (Illustré de 4 tableaux de l'auteur), Les Amis de La Lucarne Ovale, 2009.
- Le troisième souffle (Frontispice de Gustave Moreau), Les Amis de La Lucarne Ovale, 2010.
- Ciseaux en liberté (Illustré de papiers découpés réalisés par l'auteur en 1950 et commentés par des poèmes écrits récemment), Éditions La Mezzanine dans l'Ether, 2010.
- La part d'outre-dire (avec deux illustrations d'Obéline Flamand), Les Amis de La Lucarne Ovale, 2012.
- La Vigilance domine les hauteurs (avec trois cosmogrammes de Louise Janin), Les Amis de La Lucarne Ovale, 2013.
- Percer l'écorce du jour (illustré de documents divers), Les Amis de La Lucarne Ovale, 2014.
- Braise de l'unité, Anthologie (1957-2014), Éditions Recours au poème, 2014 (Version numérique). Préface de Gwen Garnier-Duguy et postface de Marc Kober. Le même ouvrage est paru en version papier aux Éditions La Lucarne Ovale, 2015.
- Un strelitzia monte de l'entrefaite (En frontispice, dessin d'Obéline Flamand), Les Amis de La Lucarne Ovale, 2016.
- Fleuraison du silence (Illustré par 10 dessins d'Obéline Flamand), Les Amis de La Lucarne Ovale, 2017.

Essais
- La Renaissance I (La peinture en Italie au XVe siècle. Préface de Jean-Clarence Lambert. Tome IX de l'Histoire Générale de la Peinture), Éditions Rencontre, Lausanne, 1966.
- La Renaissance II (La peinture en Italie au XVIe siècle. Préface de Robert Lebel. Tome X de l'Histoire Générale de la Peinture), Éditions Rencontre, Lausanne, 1966.
- La Renaissance III’’ (La peinture en France, en Allemagne, en Suisse et dans les Flandres au XVIe siècle. Préface d’André Pieyre de Mandiargues. Tome XI de l'Histoire Générale de la Peinture), Éditions Rencontre, Lausanne, 1966.
- Le peintre Eugen Gabritschevsky (monographie en langue allemande), Éditions Bayer, Leverkusen, 1966.
- Erotique de l'Alchimie (Préface d'Eugène Canseliet), Éditions Pierre Belfond, 1970. Réédité par le Courrier du Livre en 1989.
- La Tour Saint-Jacques, Éditions Lettera Amorosa, 1973. Réédité par La Table d'Emeraude en 1991.
- Nicolas Flamel, sa vie, ses œuvres, Éditions Pierre Belfond, 1973. Réédité par Le Courrier du Livre en 1989.
- Les salons musicalistes, Éditions Hexagramme, 1973.
- Le peintre Louise Janin (monographie), Éditions Hexagramme, 1974.
- Les Pierres magiques (essai sur le symbolisme du monde minéral), Éditions Le Courrier du Livre, 1981.
- Catalogue de l'Exposition Arthur Rimbaud, Musée Ivan Tourguéniev à Bougival, 1991. Repris dans Arthur Rimbaud, Images et Imaginaire, Galerie 1900-2000, Paris, 1993.
- Les Méandres du sens, retour en Forez, retour sur moi-même, Éditions Dervy, 2004.
- Propos mosaïqué, 2009 : en ligne sur le site de l'auteur [9]. Cet ouvrage est paru en version papier aux Éditions La Lucarne Ovale en 2021.
- Essai sur la peinture d'Obéline Flamand, avec textes critiques choisis par l'auteur, en ligne sur le site du peintre.

### Divers
- Des poèmes de l'auteur ont été mis en musique par Henri Jarrié (1924-2004) : mélodies pour baryton, piano et flûte.
- Lors de l'exposition Surréalisme présentée à Paris au Musée national d'art moderne - Centre Georges Pompidou de septembre 2024 à janvier 2025, un ouvrage d'Élie-Charles Flamand a été exposé dans la section "La Pierre philosophale" : Élie-Charles Flamand, La Tour Saint-Jacques, Éditions La Table d'Émeraude, 1991 (première parution chez Lettera Amorosa, 1973).